# Dagmar Pruin

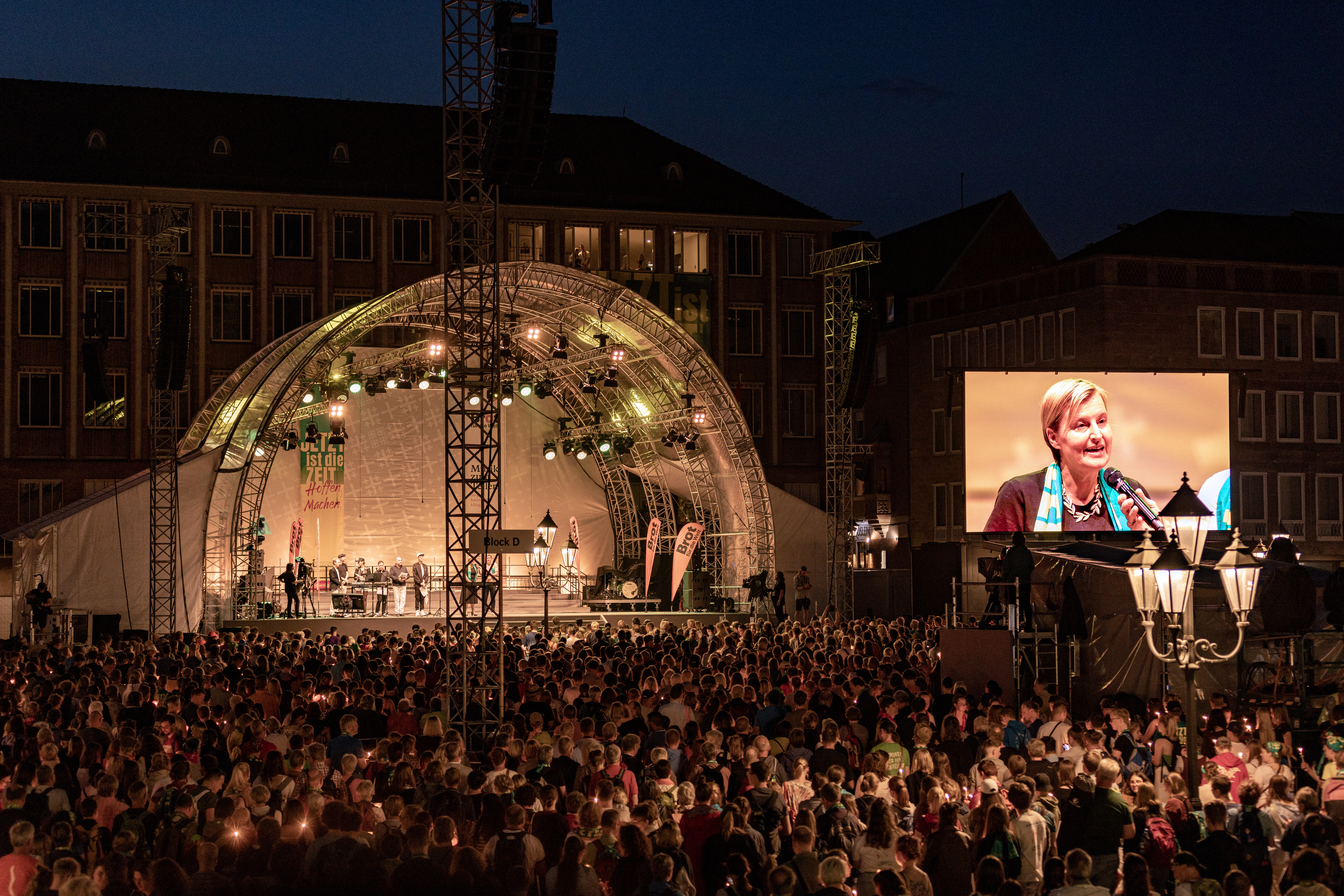
Dagmar Pruin als Rednerin auf dem 38. Deutschen Evangelischer Kirchentag 2023 auf der Hauptbühne als Präsidentin von Brot für die Welt

Dagmar Pruin (* 1970 in Leer) ist eine deutsche evangelische Theologin und seit 2021 Präsidentin von Brot für die Welt und der Diakonie Katastrophenhilfe. 

## Biographie
Dagmar Pruin studierte evangelische Theologie an den Universitäten in Hamburg, Göttingen und Berlin sowie Judaistik an der Hebräischen Universität in Jerusalem. Ab 1998 war sie als wissenschaftliche Mitarbeiterin am Lehrstuhl von Rüdiger Liwak für Altes Testament und Geschichte Israels an der Theologischen Fakultät der Humboldt-Universität in Berlin tätig. 2004 promovierte sie zum Thema Geschichten und Geschichte. Isebel als literarische und historische Gestalt. Studienaufenthalte und Lehrtätigkeiten führten sie nach Jerusalem, Washington, D.C. und Stellenbosch. Sie war Direktorin des Programms „Germany Close Up – American Jews meet Modern Germany“ und ist Gründungsmitglied des Forschungsbereichs „Religion und Politik“ an der Humboldt-Universität.
Ab 2013 leitete Pruin als Co-Geschäftsführerin die Aktion Sühnezeichen Friedensdienste (ASF) und war als diese ebenfalls Pfarrerin im Kirchenkreis Berlin Stadtmitte. Schwerpunkte ihrer Arbeit sind der christlich-jüdische Dialog, der christliche Antijudaismus und das Verhältnis von Religion und Politik. Sie ist Mitglied des Theologischen Ausschusses der Evangelisch-reformierten Kirche, Mitglied in der Konferenz für Friedensarbeit im Raum der EKD, Mitglied in der Konferenz evangelischer Freiwilligendienste und Vorstandsmitglied der Aktionsgemeinschaft Dienst für den Frieden (AGDF).
Seit dem 1. März 2021 ist Dagmar Pruin Präsidentin der Hilfs- und Entwicklungswerke Brot für die Welt und der Diakonie Katastrophenhilfe. Sie trat damit die Nachfolge von Cornelia Füllkrug-Weitzel an.

## Publikationen
- Geschichten und Geschichte : Isebel als literarische und historische Gestalt (= Orbis biblicus et orientalis. Nr. 222). Vandenhoeck und Ruprecht, Göttingen 2006, ISBN 978-3-525-53022-1.
- Als Herausgeberin, mit Rolf Schieder u. Johannes Zachhuber: Religion and politics in the United States and Germany : old divisions and new frontiers = Religion und Politik in Deutschland und den USA : traditionelle Differenzen und neue Herausforderungen. Lit, Berlin/Münster 2007, ISBN 978-3-8258-9622-5.
- Als Herausgeberin, mit Markus Witte: Rüdiger Liwak: Israel in der altorientalischen Welt : gesammelte Studien zur Kultur- und Religionsgeschichte des antiken Israel. De Gruyter, Berlin/Boston, Mass. 2013, ISBN 978-3-11-027141-6.
- Als Herausgeberin mit Hermann Simon: Remembering the past, shaping the future : Germany Close Up. Hentrich & Hentrich, Berlin 2013, ISBN 978-3-95565-006-3.